# Sabrina Vannini
Sabrina Vannini (Padova, 21 ottobre 1971) è un'arciera italiana.

## Biografia
Laureata in Scienze Politiche, nel 2013 partecipa ad un corso di costruzione arco storico e successivamente inizia a praticare la disciplina del tiro con l'arco, lei si definisce la "donna dei boschi", gareggia con gli Arcieri Città di Terni ma è padovana. Il suo campo di allenamento sono i Colli Euganei.
Nel 2015 partecipa al suo primo Campionato Italiano organizzato dalla Fitarco a Monte Livata-Subiaco (RM) dove arriva prima nelle qualifiche e giunge ottava nelle eliminatorie. Nel 2016 ad Avellino, dopo essere arrivata settima nelle qualifiche, ottiene il suo primo successo nazionale in finale contro Iuana Bassi nella categoria Arco Istintivo. Nel 2017 a Pinerolo/Cantalupa arriva seconda nelle qualifiche ma non va oltre il quarto posto nelle eliminatorie. Nel 2018 a Lago Laceno (AV) arriva prima nelle qualifiche e seconda nelle eliminatorie mentre a livello Internazionale vince l'Europeo a Gothenburg (SWE) nella categoria Arco Istintivo.
Nel 2019 apre il suo canale youtube   dove raccoglie i video delle sue competizioni, partecipazioni ed interviste tra cui una a Studio Aperto sul canale Italia 1 ed al TGR Veneto su Rai 3 inoltre raccoglie sulla propria pagina Facebook foto e curiosità personali o legate alla disciplina dell'arco, tra cui l'uso di una foto che la ritrae nel momento di scoccare la freccia per la promozione del 2024 World Field Archery Championships a Lac la Biche (Alberta) in Canada.
Nei successivi anni 2019 2021 2022 2023 si conferma Campionessa Italiana Fitarco nella categoria Arco Istintivo, coronati dal doppio oro Europeo a Cesana Torinese/San Sicario a livello Individuale e nella squadra mista insieme a Pittaluga Fabio
.
Nelle competizioni mondiali nel 2022 a Terni conquista un bronzo nella squadra mista insieme a Fedele Soria ed un argento a livello individuale, mentre nel 2024 a Mokrice (SLO) insieme a Irene Franchini, Iuana Bassi e Cinzia Noziglia conquista l'oro nella squadra femminile e l'oro nella categoria individuale Arco Tradizionale.
| Riser     | Border                         |
| Flettenti | Border Cv5                     |
| Frecce    | Aste: Gold Tip Ultra Light 700 |